# Giovanni Casaleggio
Giovanni Casaleggio, noto anche come Giannetto Casaleggio (Torino, 29 giugno 1876 – Torino, 11 novembre 1955), è stato un attore del teatro dialettale ed un attore-regista italiano  del cinema muto.

## Biografia
Fratello del famoso attore dialettale Mario, assieme a costui iniziò la carriera nel teatro.
Negli anni dieci si avvicinò al cinema, e fu scritturato dall'Itala Film, presso la quale fece il suo esordio con il mediometraggio La caduta di Troia (1911). Apprezzato caratterista, comparve anche nei cast dei film Padre (1912) e L'ombra del male (1913).
Dopo il 1914 passò ad altre manifatture cinematografiche torinesi, come la Gloria Film, la Bonnard Film, la Gladiator Film ed altre compagnie minori.
Dal 1916 fu anche regista, e diresse oltre una decina di titoli, tra questi, Le due orfanelle di Torino (1917) e Lo strano viaggio di Pin-Popò (1922).

## Filmografia parziale

### Attore
- La caduta di Troia, regia di Giovanni Pastrone e Luigi Romano Borgnetto (1911)
- Mammina, regia di Oreste Mentasti (1911)
- I misteri della psiche, regia di Vincenzo Denizot (1912)
- I segreti dell'anima, regia di Vincenzo Denizot (1912)
- Come una sorella, regia di Vincenzo Denizot (1912)
- Padre, regia di Dante Testa e Gino Zaccaria (1912)
- L'ombra del male, regia di Gino Zaccaria (1913)
- Per un'ora d'amore, regia di Luigi Maggi (1914)
- La rivincita, regia di Eugenio Testa (1914)
- La vergine del mare, regia di Piero Calza Bini (1915)
- Titanic, regia di Pier Angelo Mazzolotti (1915)
- L'amazzone macabra, regia di Ugo De Simone (1916)
- La figlia della tempesta, regia di Ugo De Simone (1917)
- La riscossa delle maschere, regia di Gustavo Zaremba de Jaracewski (1919)
- Fuga in re maggiore, regia di Paolo Trinchera (1919)
- Il faro n. 13, regia di Adriano Giovannetti (1920)
- La corsa al sepolcro, regia di Gustavo Zaremba de Jaracewski (1920)

### Regista
- Bacio di morte (1916) - regia e interpretazione
- Le due orfanelle di Torino (1917) - regia interpretazione
- Il caporal Simon (1917)
- L'albergo dei miserabili (1918)
- Lo strano viaggio di Pin-Popò (1922) - co-regia con Dante Cappelli e interpretazione